# Rotebro station
Rotebro är en station på Stockholms pendeltågsnät, Märstagrenen, belägen 19 kilometer från Stockholm C. Den består av en mittplattform och har två entréhallar. Stationen har cirka 3 700 påstigande per dygn.

## Historik
Den ursprungliga stationen togs i bruk när Norra stambanan (som numera ingår i Ostkustbanan) invigdes mellan Stockholm och Uppsala år 1866. Detta var den första järnvägsstationen i Sollentuna. Den följdes snart av Tureberg och Norrviken. 
Ett flertal stationshus har funnits på platsen. Det första brann 1877 och nästa stationshus, som uppfördes i tegel, revs 1968 och ersattes av en biljetthall på plattformen. 
Ett industrispår till den närliggande jästfabriken är ännu i drift.

## Galleri

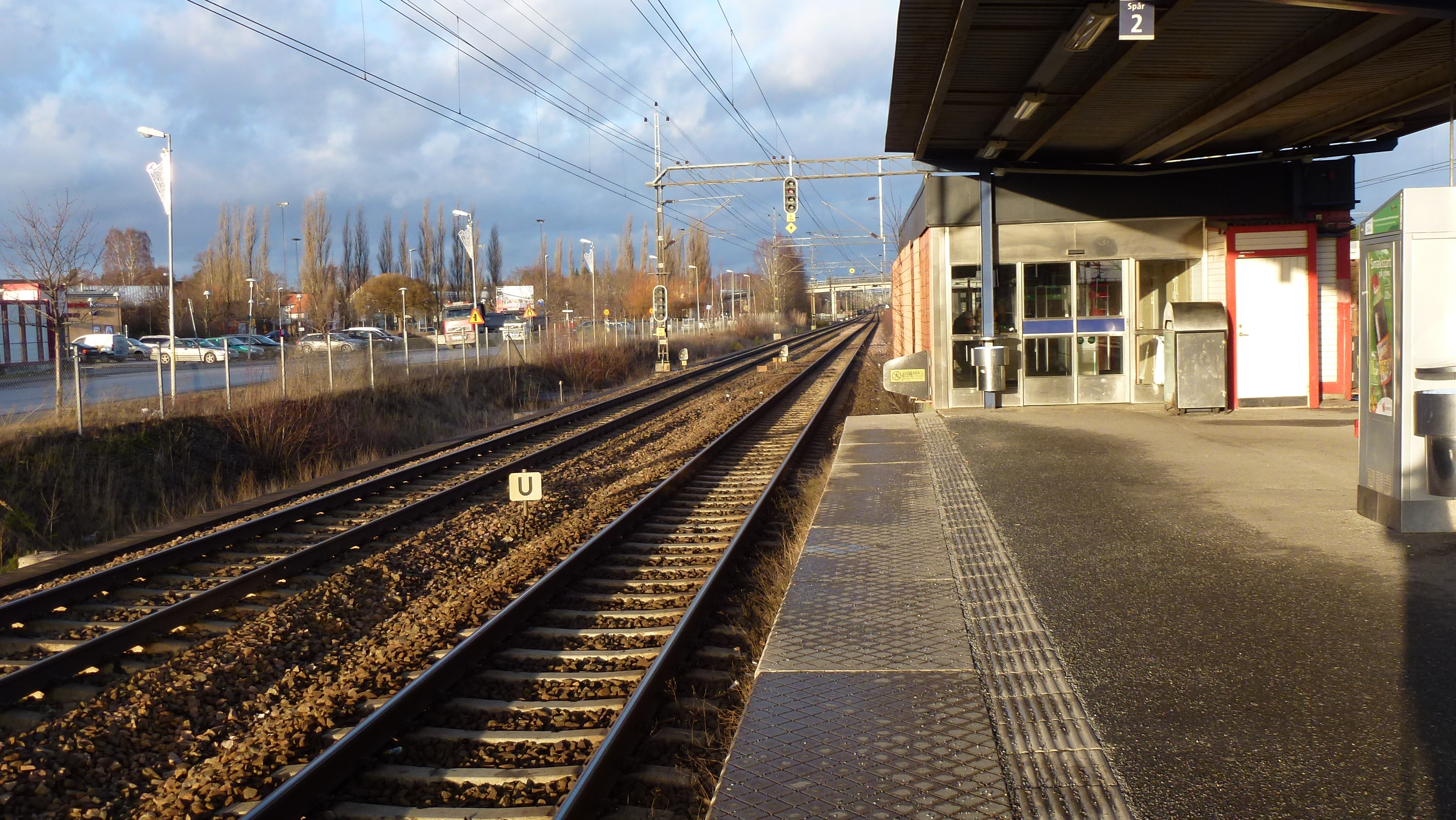
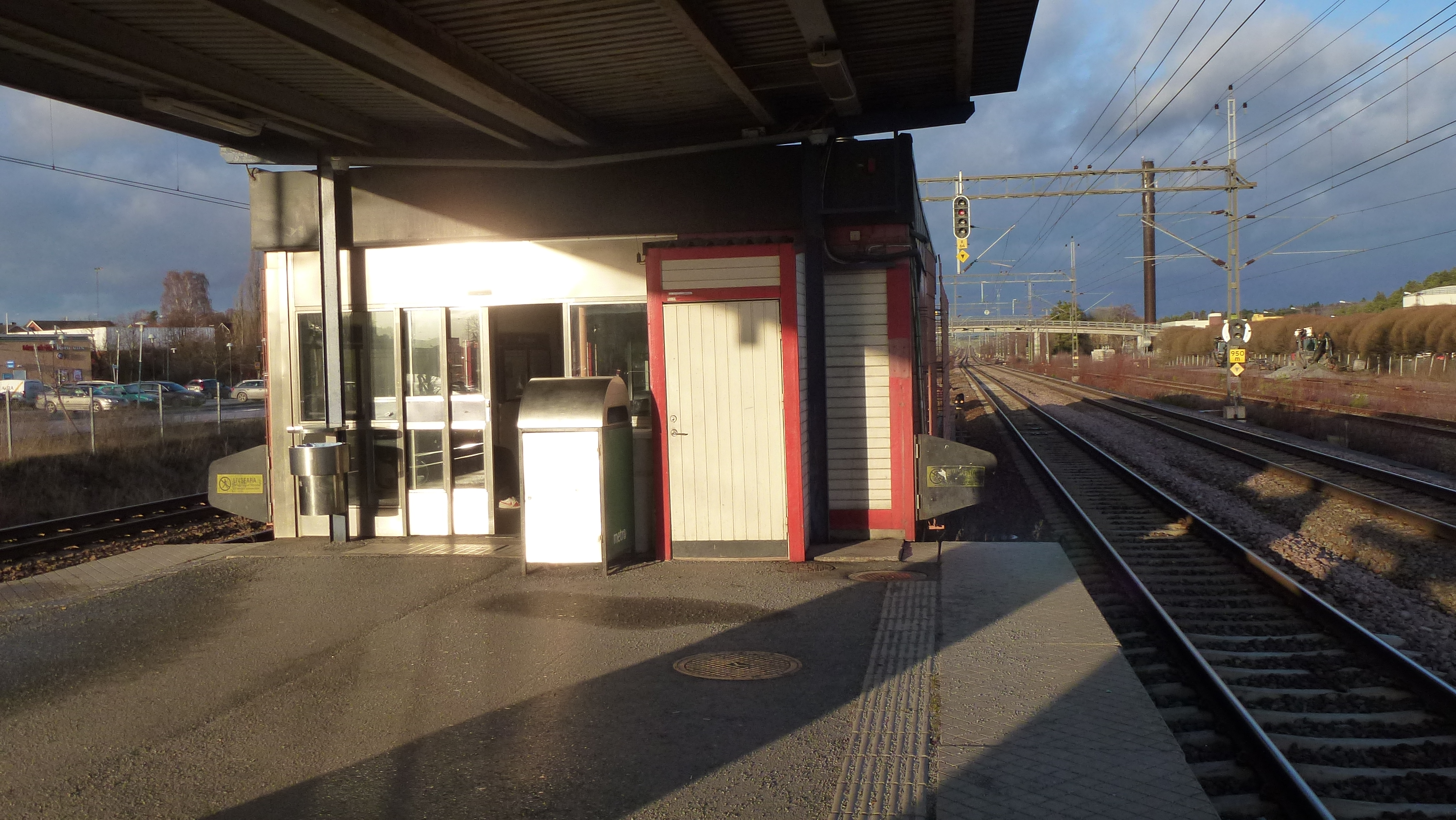
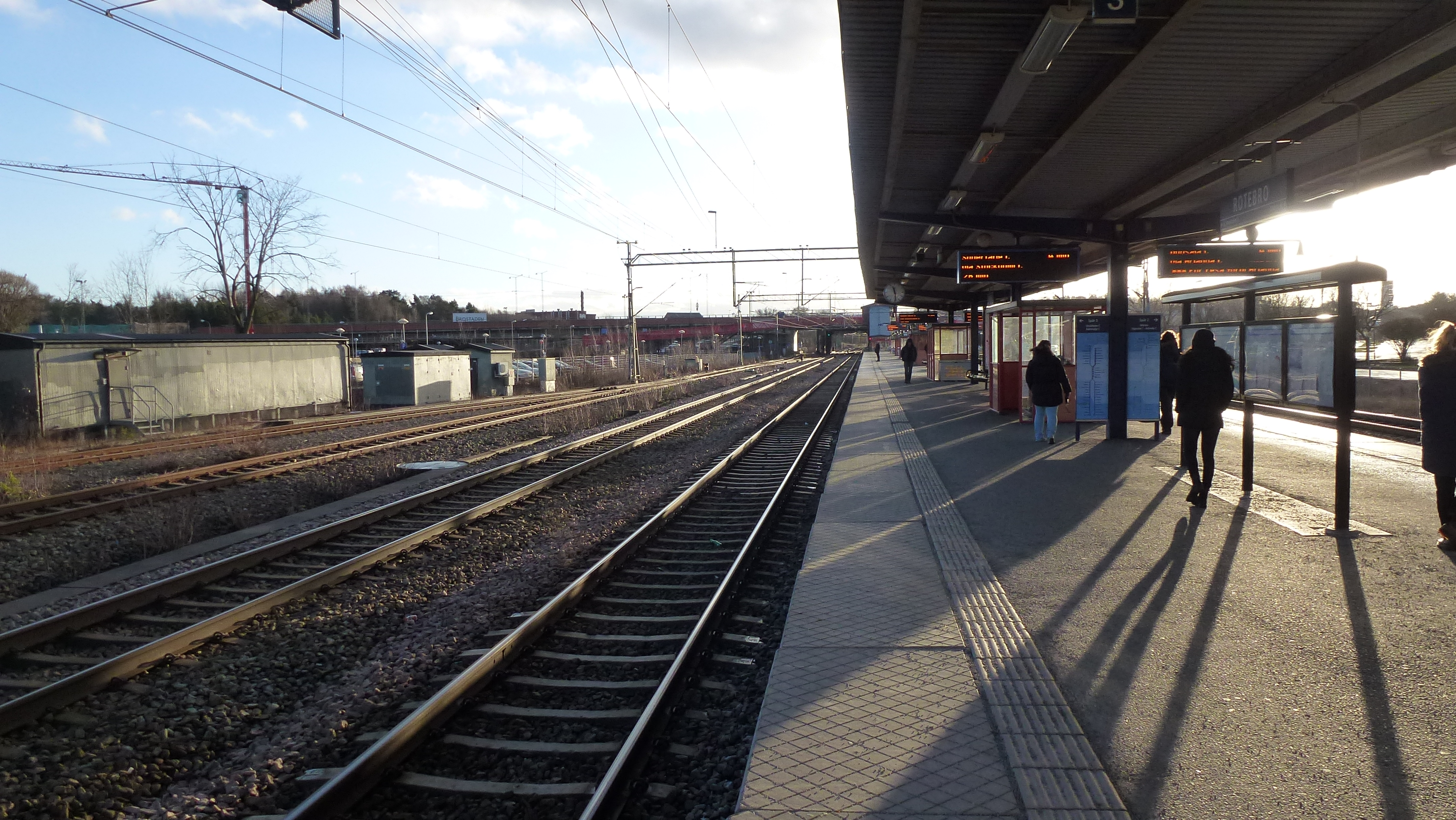